# Eberardo III de Lebarten
Eberardo III de Lebarten (898 - c. 927) foi um nobre da Alta Idade Média alemã, tendo sido Conde de Lauremburgo, actual município da Alemanha localizado no distrito do Reno-Lano, estado da Renânia-Palatinado. Pertence ao Verbandsgemeinde de Diez.

## Relações familiares
Foi filho de Eberardo II de Lebarten, conde de Lauremburgo e de Amalgarda de Rhingelheim. Com N de Eilsz, foi pai de:
1. Otão III de Lebarten (927 - 964) um nobre medieval com origem em Lebarten, tendo sido conde de Nassau, e casado com Lucarda de Linselstein, filha de Otão de Linselstein (c. 910 -?).